# Abrollrichtung von Toilettenpapier

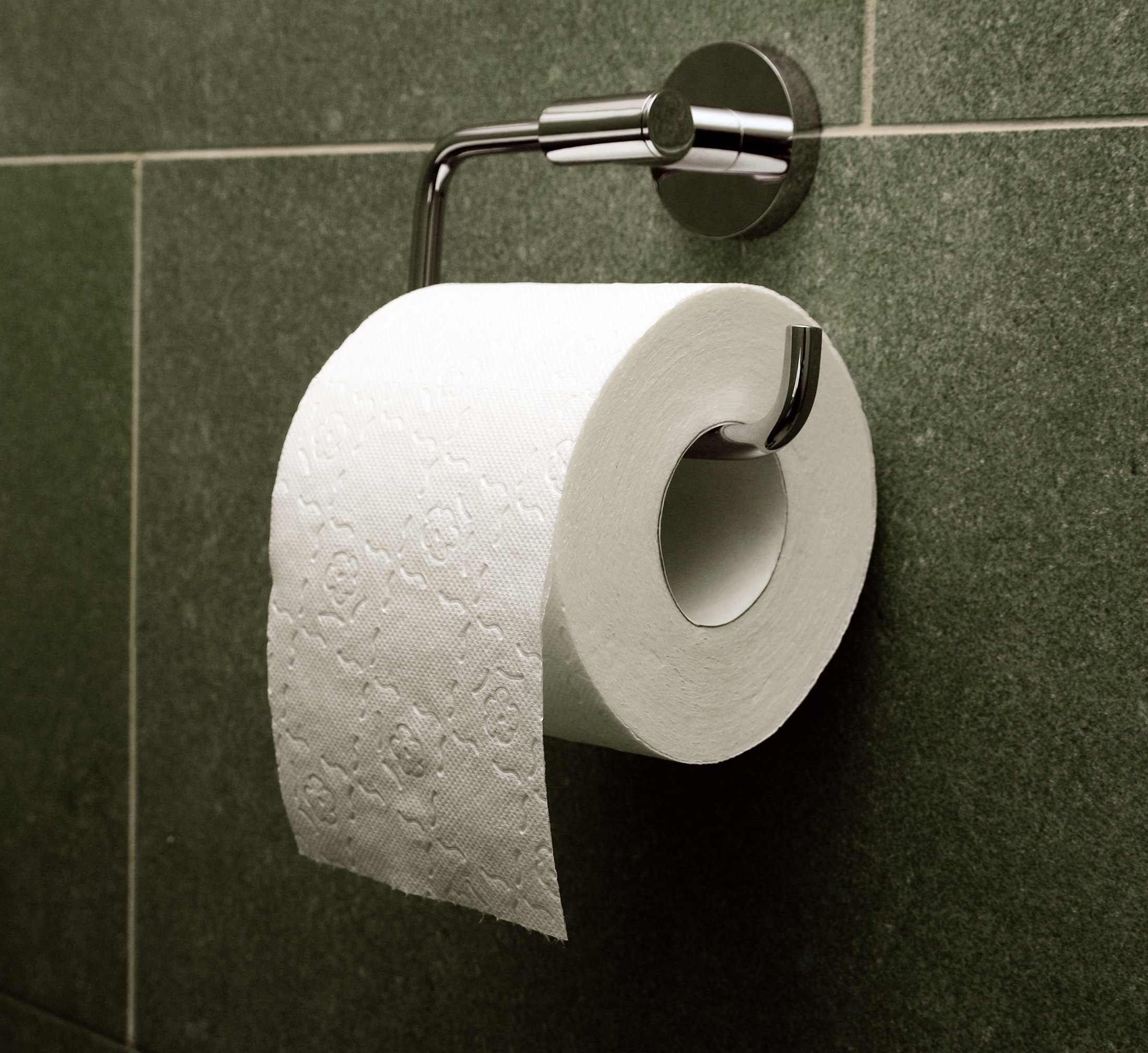
Variante 1: Nach vorn hängendes Papierende

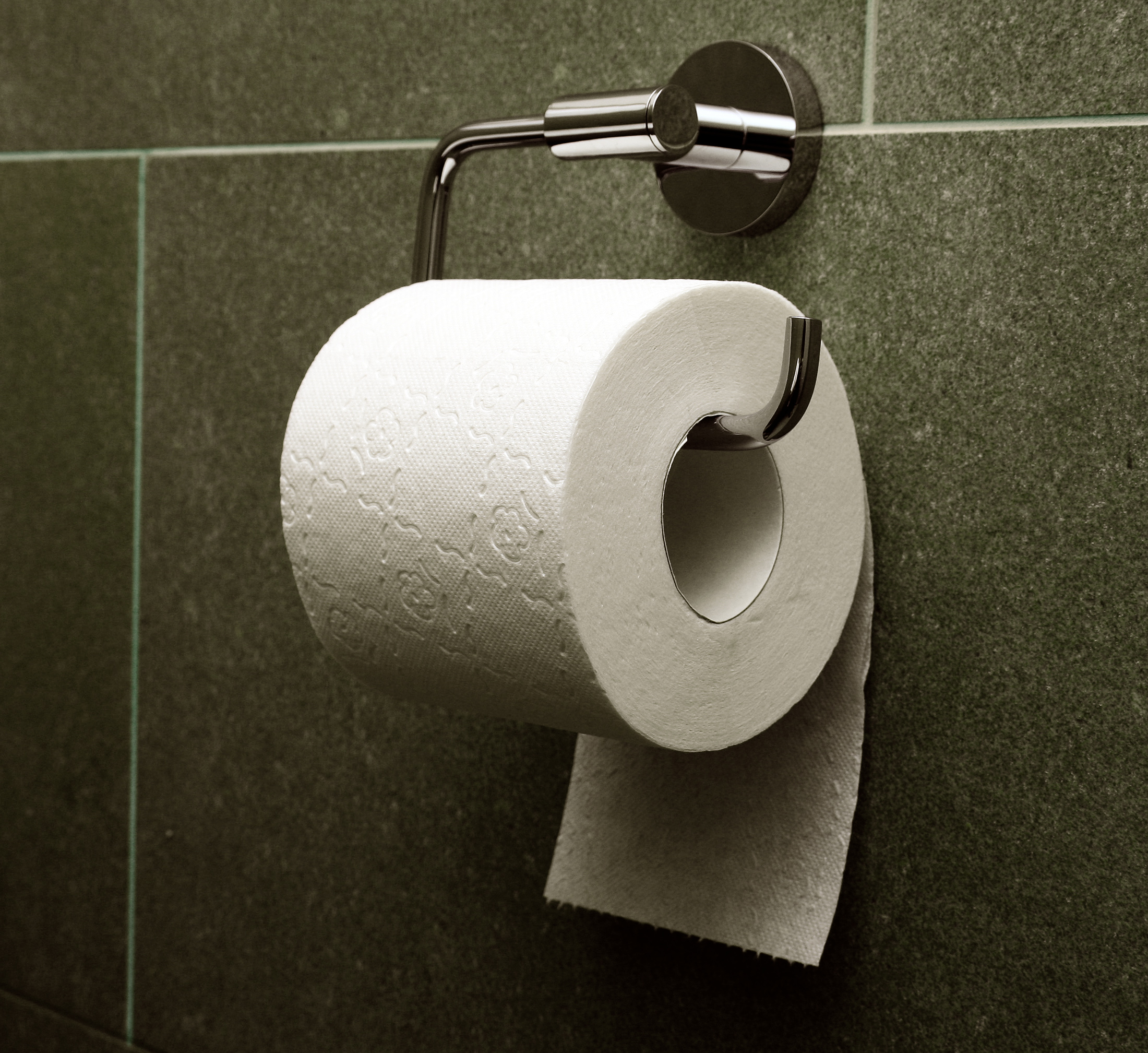
Variante 2: Nach hinten hängendes Papierende

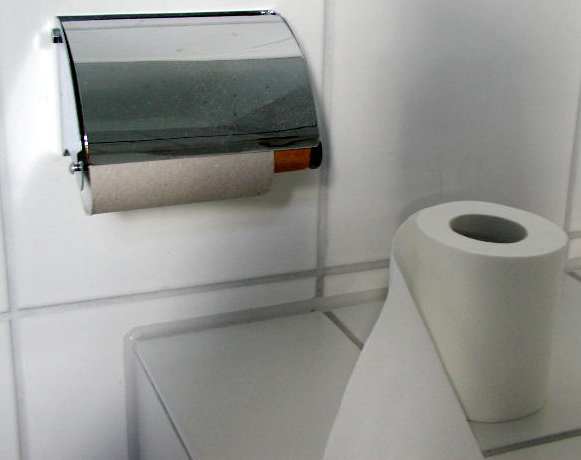
In Deutschland üblicher Rollenhalter – Die Abrollrichtung „nach hinten“ ist konstruktionsbedingt nicht möglich, da der Deckel das Abrollen blockieren würde

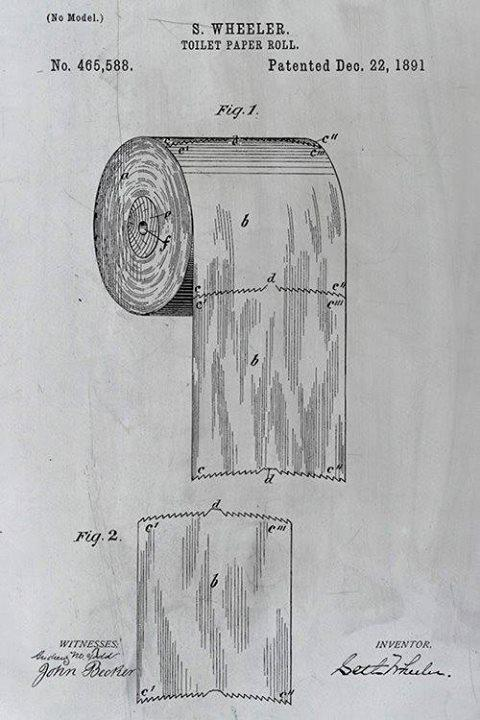
Abrollrichtung in einem Patent von 1891

Die Abrollrichtung von Toilettenpapier tritt bei horizontaler Aufhängung der Toilettenpapierrolle in zwei Varianten auf. Sie kann nach vorne (überhängend) oder nach hinten (herunterhängend) erfolgen. Die Wahl der Abrollrichtung hängt von der individuellen Präferenz der Person ab, die eine neue Papierrolle nach Verbrauch der alten Rolle auf den Abrollbügel steckt. In Hoteltoiletten wird allerdings in der Regel die nach vorne überhängende Variante benutzt, da nur sie es ermöglicht, die erfolgte Reinigung der Toilette durch ein Falten des ersten Papierblattes anzuzeigen. Die Frage nach der richtigen Ausrichtung wird speziell in den Vereinigten Staaten immer wieder thematisiert („The Great Toilet Paper Roll Debate“).

## Öffentliche Wahrnehmung
Mehrfach wurden in den Vereinigten Staaten Untersuchungen zu den Präferenzen der Abrollrichtung durchgeführt. Eine 1995 von KRC Research and Consulting erhobene Umfrage ergab, dass 59 % der Befragten die nach vorne hängende Variante und 29 % die umgekehrte Aufhängungsform bevorzugten. Nach einer weiteren Untersuchung, durchgeführt von dem Sanitärtechnik-Hersteller American Standard aus Piscataway (New Jersey), präferierten 1826 Teilnehmer (59 %) die Vorn-Variante gegenüber 1256 Anhängern (41 %) der nach hinten hängenden Aufhängung.
Im Jahr 1986 brachte ein Leser das Thema für die Ratgeberkolumne „Ask Ann Landers“ der Chicago Tribune auf. Die damals unter dem Pseudonym „Ann Landers“ antwortende Eppie Lederer (1918–2002) verwies auf die von ihr präferierte Abrollrichtung nach hinten und bat um andere Meinungen. Innerhalb kurzer Zeit gingen 15.000 Briefe bei der Redaktion ein, die überwiegend ihren Ratschlag kritisierten – woraufhin die Kolumnistin ihre Meinung änderte und nunmehr den Lesern die Abrollrichtung nach vorn empfahl. Einige Jahre später nannte Lederer die damalige Frage zur Abrollrichtung als eines der umstrittensten Themen in der langjährigen Geschichte ihrer Kolumne.
Die Marketingabteilung von Cottonelle, einer Marke des Hygieneartikelherstellers Kimberly-Clark, entfachte Anfang 2010 im Rahmen einer Werbekampagne („The Cottonelle Roll Poll“) erneut eine „Great Toilet Paper Roll Debate“ in den Vereinigten Staaten. Auf den Verpackungen der Produkte wurden Konsumenten dazu aufgerufen, per Mobilfunk über die bessere Abrollrichtung abzustimmen. Auch durch den Einsatz des Schauspieler-Ehepaars Tori Spelling und Dean McDermott, die sich verpflichteten, zukünftig gemäß Mehrheitsentscheid in ihren Toiletten abzurollen, konnte die Kampagne mehr als 500.000 Teilnehmer aktivieren und erneut eine landesweite Debatte zum Thema initiieren. Das Ergebnis der Abstimmung ergab eine 72-prozentige Mehrheit für die Abrollrichtung nach vorne.
Der Cottonelle-Medienhype wurde von einem im Juli 2010 veröffentlichten, rund 3500 Wörter umfassenden Artikel zur „Toilet Paper Orientation“ in der englischsprachigen Wikipedia erneuert. Dieser Artikel wurde wegen seiner wissenschaftlichen Aufmachung mit je mehr als 100 Fußnoten und Literaturhinweisen in den Vereinigten Staaten mehrfach von den Medien aufgegriffen, unter anderem von der Huffington Post. Ein US-amerikanisches Online-Portal zur Ingenieurausbildung, OnlineEngineeringDegree, veröffentlichte in der Folge erstmals mathematisch anmutende Infografiken zu verschiedenen Fragen der Abrollrichtungsdiskussion.

## Argumente für die jeweiligen Abrollrichtungen

### Nach vorne

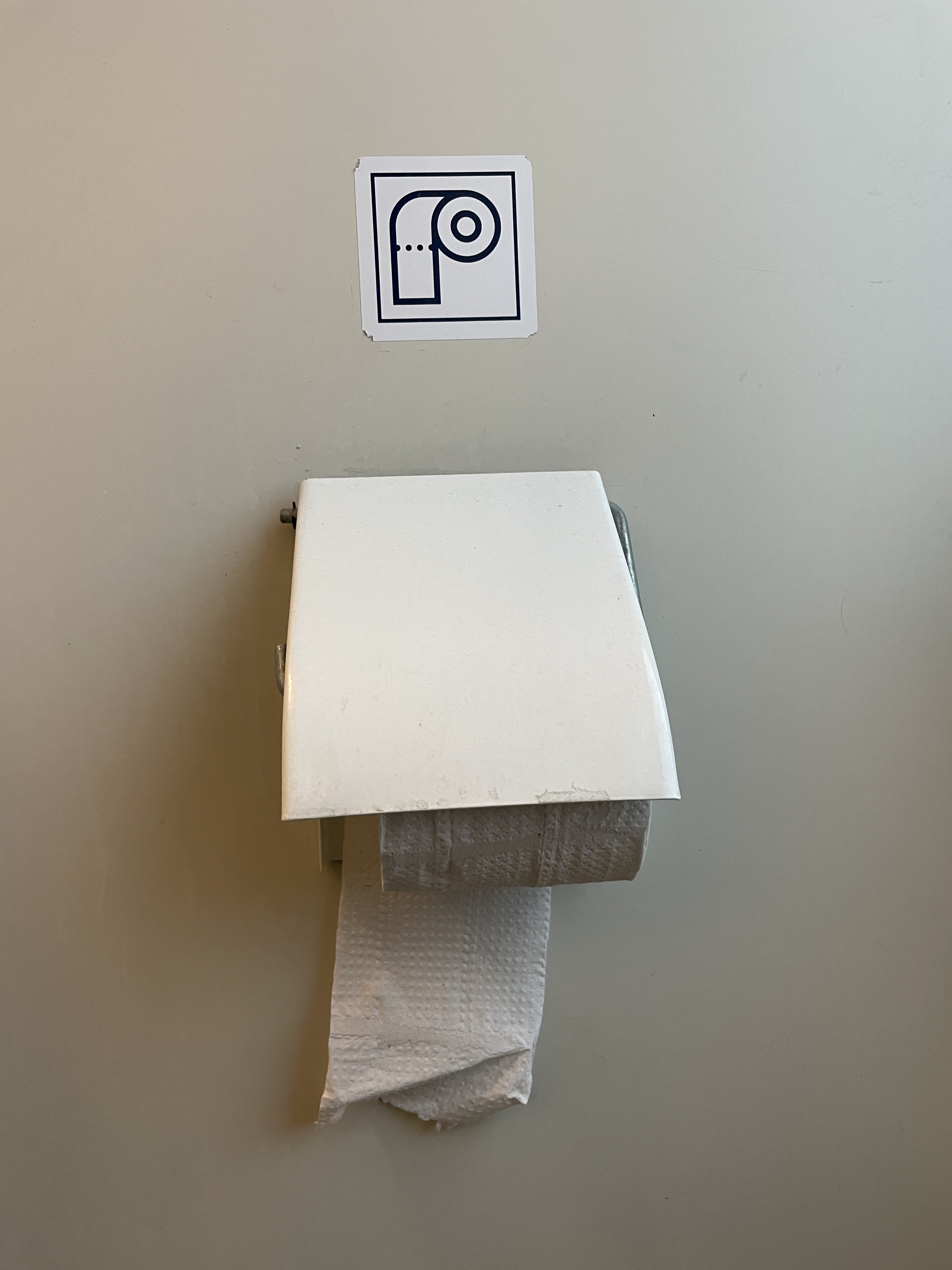
Piktogramm mit nach vorne abgerolltem und Halter mit nach hinten abgerolltem Toilettenpapier

- Piktogramm mit nach vorne abgerolltem und Halter mit nach hinten abgerolltem Toilettenpapier vermeidet beim Greifen des losen Endes die Berührung der Wand und damit die potenzielle Aufnahme von Schmutz oder Keimen mit der Hand
- ermöglicht dem Nutzer das schnelle Erkennen des losen Endes
- einfacherer Zugriff
- ermöglicht theoretisch das Abreißen des Papiers mit einer Hand, indem das Papierende schräg zur Wand hin gezogen wird, um so den Anpressdruck und damit die Reibung zu erhöhen (praktisch reicht die Reibung zwischen Papierrolle und den üblichen Wänden nicht aus, um das weitere Abrollen zu blockieren)[8]
- Kennzeichnungsmöglichkeit der Toilettenreinigung in Hotels durch Dreiecks-Faltung
- entspricht der von den Herstellern vorgesehenen Abrollweise und passt zu entsprechenden Papiermustern oder -aufdrucken[9]

### Nach hinten
- versteckt das lose Ende, erweckt damit einen geschlosseneren Eindruck
- Reduktion des unerwünschten Abrollens durch Kinder, Haustiere oder unbeabsichtigten Körperkontakt[9]
- ermöglicht ein schnelleres Abrollen des Papiers[1]
- weniger Kraftaufwand zum Abrollen nötig[9]

## Trivia
Bereits im Jahr 1891 wurde durch Seth Wheeler ein US-Patent eingetragen, dessen Gegenstand die Aufhängung einer Rolle aus abreißbarem Toilettenpapier ist. Aus den Abbildungen geht eindeutig die Abrollrichtung mit dem Papierende nach vorn hervor.
Seit 1996 wird in den Vereinigten Staaten ein Toilettenpapierrollenhalter produziert, der mittels eines Gelenkes in der Bügelhalterung eine Wendung der Rolle um 180 Grad und damit die problemlose Umstellung auf die jeweils andere Abrollrichtung ermöglicht. Jay Leno präsentierte 1999 solch einen Rollenwender in der Tonight Show.
In dem Point-and-Click-Adventure Thimbleweed Park von Ron Gilbert ist es möglich, in den Optionen festzulegen, auf welche Weise das Toilettenpapier in einer Szene aufgehängt dargestellt wird.